# Маймуна (цигуларка)
Маймуна Амаду Мурашко, позната със сценичното си име Маймуна, фамилно име по рождение Дико, е беларуска цигуларка.
Тя представя Беларус на Евровизия 2015 във Виена, Австрия, акомпанирайки на певеца Юрий Навроцки (Юзари), с песента Time („Време“).
Родена е на 28 май 1980 г. в Ленинград (днешен Санкт Петербург), СССР. Майка ѝ е беларуска, а баща ѝ е малиец. След раждането си се мести с родителите си в Мали, но тъй като не може да се адаптира към горещия климат, 4-годишната Маймуна заминава при баба си в Могильов, Беларус. Завършва Могильовската гимназия-колеж по изкуство (1999) и Беларуската музикална академия в Минск.
Била е концертмайстор и свири първа цигулка в Президентския оркестър (2003). Започва солова кариера от 2009 година. Пуска албума „Snowtime“ през 2014 г.

## Диско и видеография
- Uzari, Maimuna* – Time (CDr, Promo) (Memory Stick, MPEG-4 Video, WAV, Promo) без лейбъл (2015)[5]